# Cavalo comum brasileiro
O cavalo comum brasileiro é uma raça de cavalos brasileira, descendente da raça Berbere.
Possui corpo longilíneo e esbelto, cabeça comprida, orelhas relativamente grandes, focinho fino e peito estreito. Podem ser de várias cores, como o preto, baio, castanho e alazão, sendo os mais comuns rosilho e tordilho.
Sua maior incidência é na região nordeste e nos estados de Minas Gerais e Rio Grande do Sul.